# 石田眞一郎
石田 眞一郎（いしだ しんいちろう、1993年〈平成5年〉3月3日 - ）は、日本の音楽家、ホルン奏者。福岡県久留米市出身。

## 略歴
1993年、福岡県久留米市出身。
2011年、私立泰星高等学校卒業。
2013年、東京音楽大学中退後、ベルリン（ドイツ）に語学留学。
2017年、チューリッヒ芸術大学（スイス）を卒業。
2019年、同大学院を卒業。在学中、プラハ芸術アカデミー（チェコ）に交換留学する。同年、New Era Groupに入社。蘇州交響楽団に入団。
2022年、蘇州交響楽団を退団し、久留米市に拠点を移す。政治団体「石田しんいちろうと久留米を幸せにデザインする会」を設立。

## 受賞歴
- 第12回九州音楽コンクール：銅賞
- 第13回九州音楽コンクール：銀賞
- 東京国際芸術協会主催 スイス国立チューリヒ芸術大学 マスタークラスオーディション：準合格

## 活動

### 音楽活動
国内外で演奏活動をし、子供の為のコンサートを企画したり、中高生の後進の指導にもあたる。
上海歌劇場、九州交響楽団、広島交響楽団に客演。全国各地で吹奏楽、オーケストラ、ホルンの指導を行う。
活動範囲は、クラシックのみならず、玉置浩二、ASKA、森久美子の各氏著名アーティストとの共演も重ねる。
2022年夏に福島にて被災者の為のチャリティコンサートにゲスト出演。
西日本新聞の「ひと」コーナーにて紹介される。

### 政治活動
2022年、「石田しんいちろうと久留米を幸せにデザインする会」を発足。演奏活動と並行して、街づくりに取り組む。